# Lentigo mancha de tinta
O lentigo mancha de tinta, também conhecido como lentigo PUVA, é uma condição cutânea caracterizada por lesões cutâneas que ocorrem comumente nos ombros. Essas lesões geralmente causam alarme, mas são benignas. Elas são uma indicação de exposição excessiva ao sol, ou seja, embora o lentigo mancha de tinta não seja pré-maligno, as pessoas com um grande número deles podem ter um risco aumentado de câncer de pele devido aos danos causados pelos raios ultravioleta. Para um diagnóstico seguro, eles devem ser planos, sem elevações. Embora a forma seja irregular, a estrutura observada na dermatoscopia é muito homogênea.